# Jason (navio)
Jason foi um navio baleeiro norueguês construído em 1881 em Rødsverven, Noruega, o mesmo estaleiro que construiu mais tarde o navio Endurance usado por Ernest Shackleton. O navio, financiado pela Christen Christensen, um empresário de Sandefjord, era conhecido por sua participação na expedição Antártica de 1892 a 1893, liderada por Carl Anton Larsen.
Além disso, a embarcação ficou notória por ter chegado a 68°10'S, estabelecendo assim um novo recorde de distância percorrida ao sul ao longo do leste da Península Antártica. Primeiro imediato do navio durante a expedição foi Søren Andersen, também de Sandefjord. O Jason foi vendido para uma empresa italiana em 1899 e rebatizado de Stella Polare.